# Amarsi cos'è
Amarsi cos'è è il secondo album del cantautore italiano Alessandro Mara, pubblicato dall'etichetta discografica Radiorama e distribuito dalla Compagnia Generale del Disco nel 1998.
L'album è prodotto da Eros Ramazzotti, mentre gli arrangiamenti sono curati da Vladi Tosetto.
Dal disco viene tratto il singolo omonimo. Tra gli altri brani è presente Chiara, pubblicato nel 1995 in occasione del debutto dell'artista.

## Tracce
1. Amarsi cos'è
2. Ti sei chiesta mai
3. Chiara
4. Piccoli guai
5. Pensando a te
6. Meravigliosamente tu
7. Non è un film
8. Ora che non ci sei
9. Ami ma non sai perché
10. Freddy Good Bye